# Yahya Saree
Yahya Saree (arabe : يحيى سريع) est le porte-parole militaire du mouvement Houthi du Yémen (plus formellement Ansar Allah) depuis 2018. Il a créé un compte Twitter le 15 janvier 2021 et est également actif sur Telegram et YouTube. Il fait de fréquentes annonces sur l'implication des Houthis dans le conflit israélo-palestinien, notamment sur les attaques et les engagements en mer Rouge.

## Biographie
Yahya Sare'e est né dans le gouvernorat de Saada, à côté de la frontière sud de l'Arabie saoudite, en 1970. Il est titulaire d'un baccalauréat et d'une maîtrise en sciences politiques et a suivi des cours de combat, de sécurité, d'administration et spécialisés en sciences militaires.

### Carrière
En 2017, il a été nommé chef de la division de guerre psychologique en orientation morale pour les forces armées yéménites (YAF). La même année, il est également promu au grade de colonel. 
À la mi-2018, il a été nommé directeur du département d'orientation morale des forces armées et promu au grade de général de brigade. Le 17 octobre 2018, il a été nommé porte-parole officiel du YAF.
Le 3 mai 2024, Yahya Sare'e a annoncé dans un discours télévisé que « nous ciblerons tous les navires se dirigeant vers les ports israéliens de la mer Méditerranée dans toute zone que nous sommes en mesure d'atteindre ».